# Adam Dziewonski
Adam Marian Dziewoński (15 novembre 1936 - 1er mars 2016) est un géophysicien polono-américain qui apporte des contributions fondamentales à la détermination de la structure à grande échelle de l'intérieur de la Terre et de la nature des tremblements de terre à l'aide de méthodes sismologiques. Il passe la majeure partie de sa carrière à l'Université Harvard, où il est Frank B. Baird, Jr. Professor of Science.

## Biographie
Dziewonski est né à Lviv, qui fait alors partie de la Pologne, actuellement une partie de l'Ukraine. Après avoir obtenu une maîtrise de l'Université de Varsovie, Pologne (1960) et un doctorat en sciences techniques de l'Académie des Mines et de la Métallurgie, Cracovie, Pologne (1965), Dziewonski enseigne à l'Université du Texas à Dallas pendant plusieurs années avant s'installer à Harvard.
Dans les années 1960 et 1970, Dziewonski et ses collaborateurs jettent les bases pour comprendre la cause sous-jacente des mouvements des plaques tectoniques en explorant les courants de convection dans le manteau terrestre avec des cartes radiales des variations des propriétés sismiques, basées sur des mesures d'ondes sismiques. Ces études conduisent à l'élaboration du Modèle PREM en collaboration avec Don Anderson. PREM établit un modèle radial précis de la Terre pour les vitesses, l'atténuation et la densité sismiques.
À partir des années 1980, Dziewonski mène deux efforts de recherche originaux et puissants. Il étend les modèles radiaux de la Terre pour qu'ils soient entièrement tridimensionnels, en cartographiant et en interprétant quatre "grandes" structures. Les quatre comprennent deux régions de vitesse d'onde supérieure à la moyenne, supposées être un manteau froid et en train de couler, l'une sous la bordure ouest des Amériques et l'autre sous le sud de l'Eurasie. Les deux autres caractéristiques sont des régions à grande échelle dont la vitesse des vagues est inférieure à la moyenne, supposées être des Superpanaches chauds et ascendants, situés au bas du manteau sous le milieu de l'océan Pacifique et de l'Afrique.
Son autre direction de recherche détermine systématiquement l'orientation et l'ampleur de la déformation pour la plupart des tremblements de terre importants qui sont bien enregistrés. Ces résultats sont connus sous le nom de CMT de Harvard (solutions de tenseur de moment centroïde) et sont poursuivis aujourd'hui à l'Observatoire de la Terre Lamont-Doherty par Göran Ekström et Meredith Nettles dans le cadre du projet Global CMT.
Dziewonski reçoit de nombreuses distinctions et récompenses pour ses réalisations scientifiques, parmi lesquelles la médaille d'or de la Fondation Ettore Majorana et du Centre de culture scientifique (1999), la médaille Harry Fielding Reid de la Seismological Society of America (1999) , le prix Crafoord de l'Académie royale des sciences de Suède (1998)  et la médaille Bowie de l'Union américaine de géophysique (2002) . En 1995, il est également élu membre de l'Académie nationale des sciences des États-Unis . Il est décédé à Cambridge, Massachusetts, le 1er mars 2016.